# 三洲镇 (监利市)
三洲镇，是中华人民共和国湖北省荆州市监利市下辖的一个乡镇级行政单位。

## 行政区划
三洲镇下辖以下地区：
三洲街道社区、王墩村、三号村、熊洲村、潘阳村、后洲村、东北村、王塘村、罗洲村、上沙村、沟子村、五弓村、下沙村、上梓村、下梓村、新堤村、南堤村、盐船村、顺生村、白沙村、肖嘴村、老岭村、开河村、双合村、仕仁村、复兴村、沙套村、何堡村、韩当村、文老村、曹岭村、石岭村、原种村和种猪场。